# Te souviens-tu ?
Te souviens-tu ? est une chanson d’Émile Debraux, datant de 1817, chantée sur un air de Joseph-Denis Doche.

## Historique
Cette chanson, qui est une des plus fameuses chansons du goguettier Debraux, est parfois citée sous le nom de T’en souviens-tu ? ou Souvenir d’un vieux militaire. Elle a contribué, par sa popularité, à la célébrité de son auteur.
Émile Debraux a parodié Te souviens-tu ? avec une autre chanson intitulée Laripopée. Loin de réserver cette chanson humoristique à quelques proches choisis, il l'a publiée dans un gros recueil de ses chansons juste après la chanson caricaturée. 
Pierre-Jean de Béranger a repris l'air de Te souviens-tu ? pour la chanson intitulée : Émile Debraux. Chanson-prospectus pour les œuvres de ce chansonnier., qu’il a écrite en hommage posthume à Debraux.
L'air de Te souviens tu ? a également été repris, lors de la Commune de Paris, dans la chanson satirique Paris pour un beefsteak.

## Contexte
Elle évoque de façon poignante les souvenirs d'un ancien officier de la Grande Armée qui rencontre un vétéran, simple soldat qui mendie son pain et qui jadis lui a sauvé la vie au combat. 
L'allusion à la mendicité fait aussi référence ici à ce que les anciens grognards obtinrent après la fin du Premier Empire l'autorisation de mendier si besoin est pour subvenir à leurs besoins, la mendicité étant sinon à l'époque un délit réprimé.

## Paroles
1
Te souviens-tu, disait un capitaine 

Au vétéran qui mendiait son pain, 

Te souviens-tu qu'autrefois dans la plaine, 

Tu détournas un sabre de mon sein ? 

Sous les drapeaux d'une mère chérie, 

Tous deux jadis nous avons combattu ; 

Je m'en souviens, car je te dois la vie : 

Mais, toi, soldat, dis-moi, t'en souviens-tu ?
2
Te souviens-tu de ces jours trop rapides, 

Où le Français acquit tant de renom ! 

Te souviens-tu que sur les pyramides, 

Chacun de nous osa graver son nom ? 

Malgré les vents, malgré la terre et l'onde, 

On vit flotter, après l'avoir vaincu, 

Nos étendards sur le berceau du monde : 

Dis-moi, soldat, dis-moi, t'en souviens-tu ?
3
Te souviens-tu que les preux d'Italie 

Ont vainement combattu contre nous ? 

Te souviens-tu que les preux d'Ibérie 

Devant nos chefs ont plié les genoux ? 

Te souviens-tu qu'aux champs de l'Allemagne 

Nos bataillons, arrivant impromptu, 

En quatre jours ont fait une campagne : 

Dis-moi, soldat, dis-moi, t'en souviens-tu ?
4
Te souviens-tu de ces plaines glacées 

Que les Français, abordaient en vainqueur, 

Et sur leurs fronts les neiges amassées 

Glacer leurs corps sans refroidir leurs cœurs ? 

Souvent alors, au milieu des alarmes, 

Nos pleurs coulaient, mais notre œil abattu 

Brillait encore lorsqu'on volait aux armes 

Dis-moi, soldat, dis-moi, t'en souviens-tu?
5
Te souviens- tu qu'un jour notre patrie 

Vivante encore descendit au cercueil, 

Et que l'on vit, dans Lutèce flétrie, 

Les étrangers marcher avec orgueil ? 

Garde en ton cœur ce jour pour le maudire, 

Garde en ton cœur ces voix qui se sont tues, 

Qu'un chef jamais n'ait besoin de te dire :

Dis-moi, soldat, dis-moi, t'en souviens-tu ?
6
Te souviens-tu ?... Mais ici ma voix tremble, 

Car je n'ai plus de noble souvenir ; 

Bientôt, l'ami, nous pleurerons ensemble, 

En attendant un meilleur avenir. 

Mais si la mort, planant sur nos chaumières, 

Me rappelait le repos qui m'est dû, 

Tu fermeras doucement ma paupière, 

En me disant Soldat, t'en souviens-tu ?

## Traductions et adaptations en Belgique
À partir de cette chanson, l'air de Joseph-Denis Doche est repris et encore utilisé aujourd'hui pour deux chansons wallonnes très connues en Wallonie dialectale : 
- Li pantalon trawé (Le pantalon troué) de Charles du Vivier de Streel, qui reprend le même canevas des souvenirs d'un ancien de la Grande Armée, d'origine liégeoise.

- Lolote (wa), une chanson populaire d'amour, de Jacques Bertrand, devenue une sorte d'hymne régional de la région de Charleroi.

L'air est également repris, à partir de Lolote, par les étudiants belges pour des chansons paillardes : Le fusil, L'ancien étudiant et le chant des étudiants de la Faculté des Sciences Agronomiques de Gembloux.

## Traductions et adaptations en Allemagne
L’air de Joseph-Denis Doche est adopté par la chanson Ich bin Soldat, doch bin ich es nicht gerne (de), attribuée à Max Kegel (de).